# Casa di Aniceto
La casa di Aniceto, conosciuta anche come casa del Gladiatore Actius Anicetus, casa della Pittura dell'anfiteatro o casa della Rissa nell'anfiteatro, è una casa di epoca romana dell'antica Pompei; è ubicata nella regio I, insula 3, civico 23 degli scavi archeologici di Pompei.

## Storia
La casa fu abitata quasi sicuramente da gladiatori o da un impresario di gladiatori; venne sepolta sotto una coltre di ceneri e lapilli a seguito dell'eruzione del Vesuvio del 79. Fu riscoperta nel 1868.

## Descrizione

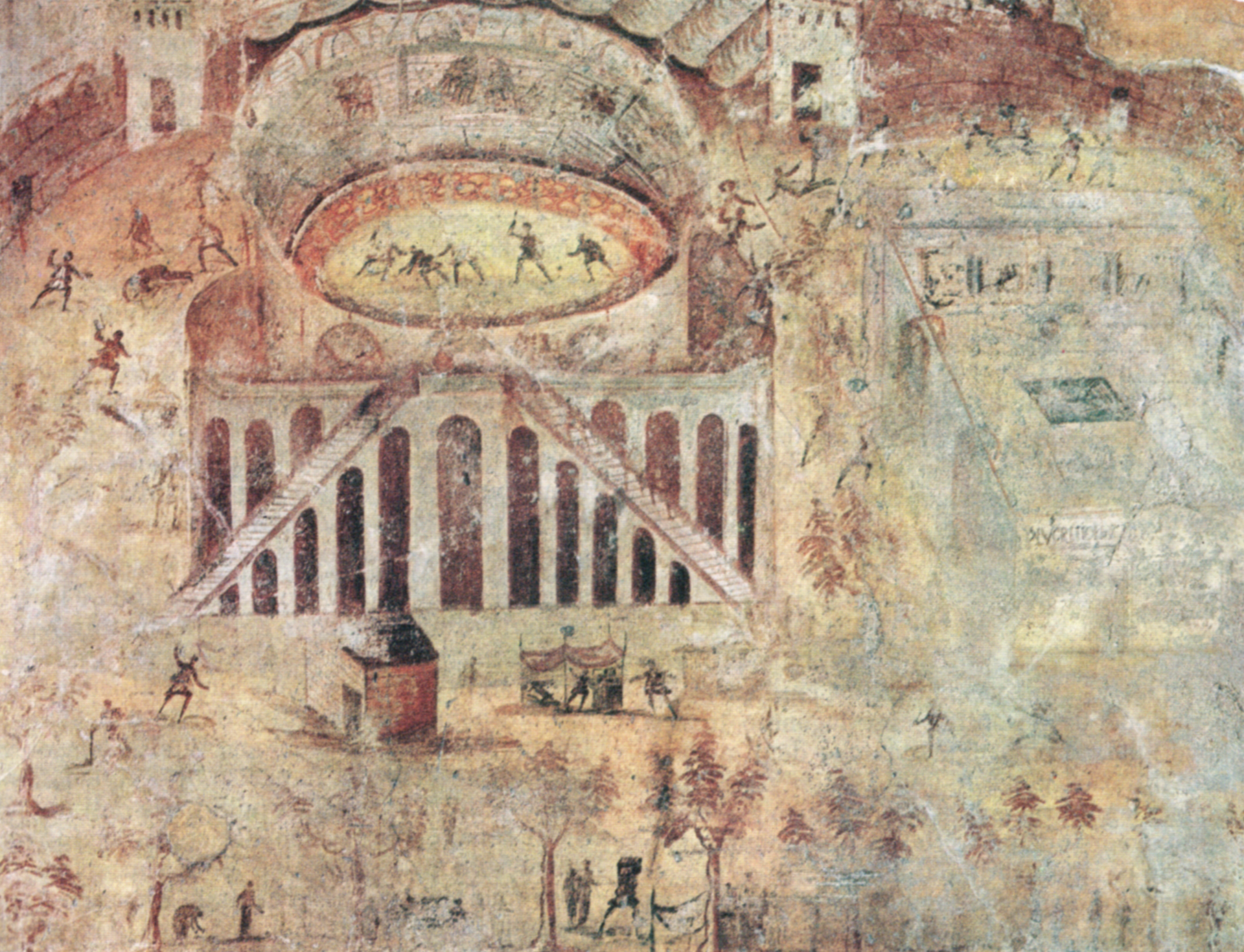
La pittura della Rissa nell'anfiteatro ritrovata nella casa

Di modeste dimensioni, l'accesso alla casa è caratterizzato da due colonne con semplici capitelli in tufo; su un muro nei pressi dell'ingresso furono ritrovati diversi graffiti: in uno di questi era citato il nome di Aniceto, da cui poi l'abitazione ha preso il nome. L'atrio è di tipo tuscanico con al centro i resti di un impluvium: al momento del ritrovamento si presentava rialzato, facendo supporre che potesse essere utilizzato per lavare piuttosto che per la raccolta dell'acqua piovana. Intorno all'atrio diverse camere con decorazioni in stucco e primo stile, andate perdute.
Segue quindi il peristilio: questo, che in origine doveva avere le pareti decorate con raffigurazioni di atleti, aveva un portico sul lato nord ed est, sostenuto da cinque colonne in laterizio, collegate tra loro da un basso muretto, costruito successivamente rispetto alla casa e nel quale erano presenti tre pietre di tufo sovrapposte che fungevano da altare; un ulteriore larario era presente nell'ambiente. Al centro del peristilio è un giardino nel quale furono rinvenuti due puteali e lungo tutto il perimetro, eccetto sul lato ovest, è una grondaia. Sul muro ovest del peristilio venne ritrovato l'affresco Rissa nell'anfiteatro, che raffigura la rissa tra pompeiani e nocerini all'interno dell'anfiteatro: staccata dalla sua collocazione originale, la pittura, che dà un altro nome alla casa, è conservata al Museo archeologico nazionale di Napoli.
L'abitazione, come dimostrato da alcuni gradini presenti in una delle stanze, aveva un piano superiore, completamente crollato a seguito dell'eruzione.